# ماراکانائو
ماراکانائو (به پرتغالی: Maracanaú) یک شهر در کشور برزیل است که در ایالت سئارا واقع شده‌است. ماراکانائو ۲۲۶٬۱۲۸ نفر جمعیت دارد.